# Philodendron auriculatum
Philodendron auriculatum är en kallaväxtart som beskrevs av Paul Carpenter Standley och Louis Otho Otto Williams. Philodendron auriculatum ingår i släktet Philodendron och familjen kallaväxter.
Artens utbredningsområde är Costa Rica. Inga underarter finns listade.